# 밥 건턴
밥 건턴(영어: Bob Gunton, 1945년 11월 15일 ~ )은 미국의 배우이다. 영화 쇼생크 탈출에서 노튼 소장 역을 맡았다.

## 생애

### 유년기
캘리포니아 샌타모니카 출신으로 노동조합 간부인 아버지 로버트 패트릭 건턴 시니어(Robert Patrick Gunton, Sr.)와 어머니 밑에서 자라났났다. 그는 캘리포니아 대학교 어바인에 재학했다.

### 경력
건튼은 브로드웨이 뮤지컬인 에비타에서 후안 페론역을 맡았고, 1989년에 뮤지컬 스위니 토드를 공연하였으며, 이 두 작품으로 토니상의 후보로 올랐다. 그밖에도 브로드웨이에서 다수의 뮤지컬 공연을 펼쳤다.
그는 워터게이트 사건을 재연한 나이트라인(Nightline, ABC의 프로그램)에서 리처드 닉슨역을 맡았다.
1991년에 스타 트렉: 넥스트 제너레이션(Star Trek: The Next Generation episode; "The Wounded")에서 벤저민 맥스웰 대장역으로 특별 출연했으며, 그밖에 TV 드라마에 출연을 하였다.

## 출연작
- 데몰리션 맨 (1993년) - 조지 얼 국장 역
- 쇼생크 탈출 (1994년) - 새뮤얼 노튼 소장 역
- 브로큰 애로우 (1996년) - 프리쳇 역
- 패치 아담스 (1998년) - 딘 월콧 역
- 링컨 차를 타는 변호사 (2011년) - 도스 변호사 역
- 내 인생의 마지막 변화구 (2012년) - 왓슨 역
- 마운틴 탑 (2015년)
- 33 (2015년) - 세바스티안 피녜라